# 石川縣立金澤泉丘高等學校
石川縣立金澤泉丘高等學校 （日语：石川県立金沢泉丘高等学校／いしかわけんりつ かなざわいずみがおかこうとうがっこう） ，是一所位於石川縣金澤市的公立高等學校。經日本文部科學省指定為「超級科學高中」。

## 沿革

### 年表
- 1893年-「石川尋常中學校」成立。
- 1898年-改名為「石川縣第一尋常中學校」 [2]。
- 1907年-更名為「金澤市第一中學校」。
- 1948年-學制改革，改為「金澤第一高等學校」，只招收男生。
- 1949年，重新命名為「金泽泉丘高等学校」，改為男女兼收至今。

## 知名校友
- 中村孝太郎 - 大日本帝国陸軍中将 / 日本駐朝鮮軍・東部軍司令官（石川県尋常中6期）
- 八田與一 - 台灣總督府内務局土木課技師（石川県尋常中11期）
- 下村定 - 前參議院議員、大日本帝国陸軍大将（石川県尋常中12期）
- 草鹿任一 - 大日本帝國海軍中將，曾任扶桑號戰艦艦長（尋常中13期・1905年卒）
- 中村正雄 - 在崑崙關戰役陣亡，死後被追贈陸軍中將
- 中川善之助 - 民法學者，日本東北大學名譽教授（金沢一中22期）

## 脚注
1. ↑  .   [2025-07-16] （中文（臺灣））.
2. ↑  "官方公報"第4582號，明治31年10月6日。